# Hwasong-14
Hwasong-14 (în coreeană 화성-14, în Hanja :火星 14, tradus în ebraică: 14 martie) este o rachetă balistică intercontinentală dezvoltată și fabricată în Coreea de Nord. Este cunoscut și sub numele de cod american: KN-20.
Zborul inaugural al rachetei a avut loc pe 4 iulie 2017, în același timp cu Ziua Independenței Statelor Unite. Începând de astăzi, Coreea de Nord este singurul operator cunoscut al acestei rachete.
Michael Elleman de la IISS și Bulletin of the Atomic Scientists[14] susțin ambele că dovezile disponibile indică în mod clar că motorul se bazează pe familia sovietică de motoare RD-250 pentru racheta R-36[17] și a fost modificat pentru a funcționează ca forță de stimulare pentru Hwasong-12 și -14. Conform teoriei sale, un număr necunoscut de aceste motoare au fost probabil achiziționate prin canale ilicite care operau în Rusia și/sau Ucraina. Nevoia Coreei de Nord pentru o alternativă la Musudan eșuat și apariția recentă a motorului RD-250, împreună cu alte dovezi, sugerează că transferurile au avut loc în 2015–2017.[4] Ucraina a respins această teorie, susținând că a fost „cel mai probabil provocată de serviciile secrete ruse pentru a-și acoperi propriile crime.”[18] Alți experți americani au pus la îndoială dacă dovezile pentru teoria lui Elleman sunt suficient de puternice pentru a susține afirmațiile sale.[19] Producătorul de motoare Yuzhnoye Design Office a negat că motoarele au fost furnizate Coreei de Nord de către Ucraina.[20]
În august 2017, Agenția Spațială de Stat a Ucrainei a susținut că motorul de rachetă utilizat în timpul testului de rachetă al Coreei de Nord din 28 iulie 2017 a fost RD-250 realizat într-o fabrică ucraineană, dar numai pentru utilizarea în rachetele spațiale Tsyklon furnizate Rusiei. Șeful agenției spațiale a spus că, conform informațiilor ucrainene, „Rusia are astăzi între 7 și 20” de rachete Tsyklon... Au aceste motoare, au documentația. Ei pot furniza aceste motoare din rachetele finite oricui doresc.”[21] Agenția a mai susținut că un total de 223 de rachete Tsyklon-2 și Tsyklon-3 au fost furnizate Rusiei.[22] În plus, el a afirmat că Coreea de Nord nu poate produce combustibilul pentru RD-250 (N2O4 și UDMH) și că acesta trebuie să fi fost produs fie în China, fie în Ucraina.[21]
Potrivit informațiilor sud-coreene, Coreea de Nord a primit 20 până la 40 de motoare RD-251 din Rusia în 2016.[23]
Expertul în arme Jeffrey Lewis a susținut că „A doua etapă a rachetei Hwasong-14 din Coreea de Nord este similară cu etapele superioare proiectate pentru vehiculele de lansare spațială iraniene”.[24]